# 斯塔夫罗波尔大运河

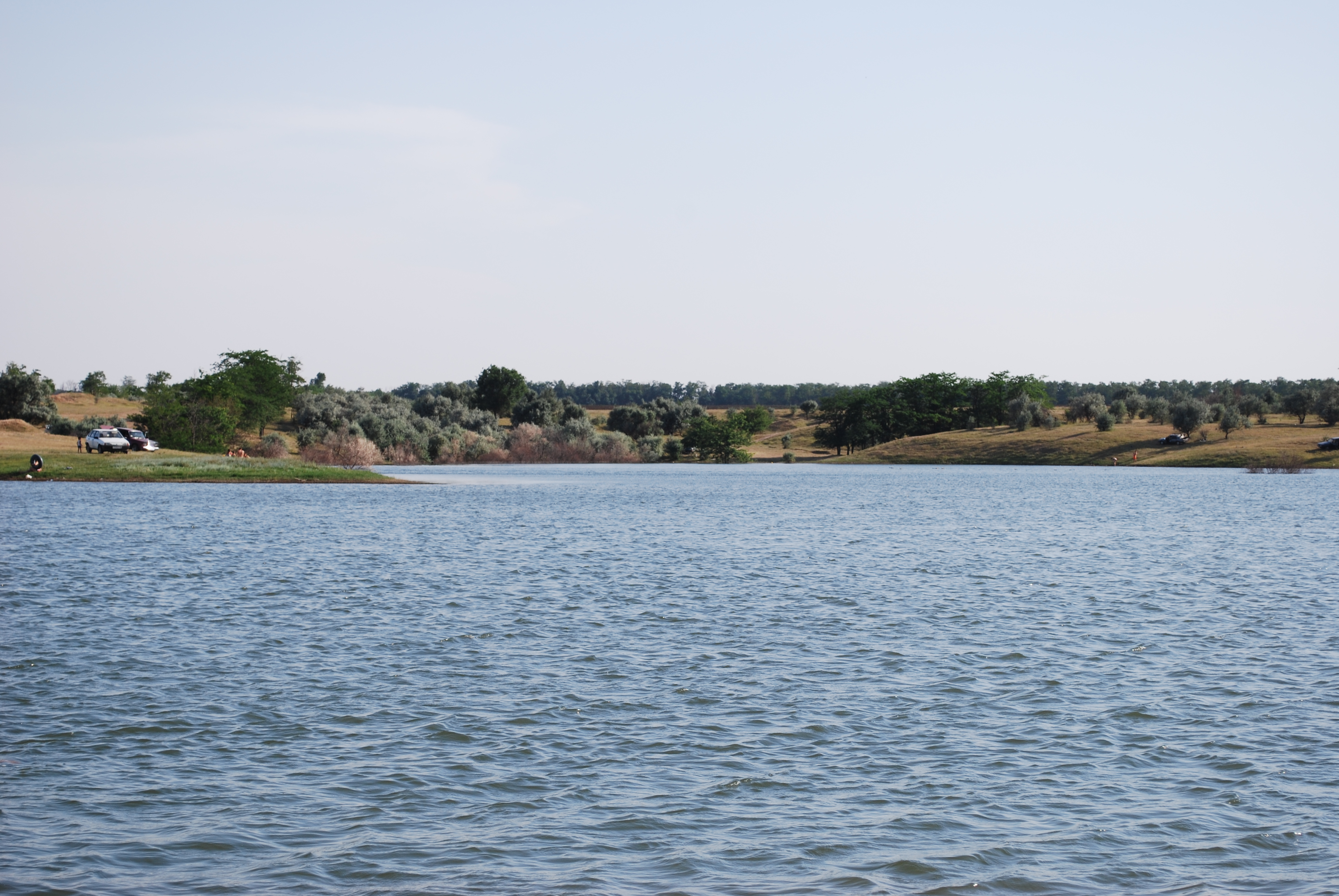
戈尼镇俯瞰大斯塔夫罗波尔运河

斯塔夫罗波尔大运河（羅馬化：Bol'shoy Stavropol'skiy kanal  ) 是一條位於俄罗斯斯塔夫罗波尔边疆区的灌溉渠。始于库班河上游烏斯季傑古塔的一座大坝，然后通过卡勞斯河将水向东北引至馬内奇河上的喬格賴水库。運河全长480公里，最大流量為每秒75立方米。建设工作于1957年开始持续到2006年才完工。在20世纪70年代，運河在當时的斯塔夫羅波爾邊疆區的第一书记米哈伊尔·戈尔巴乔夫的监督下进行建设。